# 인천청일초등학교
인천청일초등학교는 대한민국 인천광역시 서구에 있는 공립 초등학교이다.

## 학교 연혁
- 2009. 10 인천청일초등학교 설립계획 수립
- 2011. 5. 6 착공
- 2012. 4. 20 준공
- 2012. 9. 1 인천청일초등학교 개교(초등26학급, 유치원3학급)
- 2012. 9. 1 초대 이영준 교장선생님 취임
- 2012. 9. 3 2012학년도 1~6학년 개학식(학생:442명, 교사:32명)
- 2012. 9. 25 체육시설 설비 (축구골대 외 3종)
- 2012. 11. 12 꿈샘도서관 개관
- 2013. 2. 20 제1회 졸업식(73명)
- 2013. 3. 1 초등 37학급 편성 운영 (유치원 4학급 별도)
- 2013. 3. 4 전교생 916명(211명 신입생 포함)
- 2013. 5. 1 개교기념식
- 2013. 10. 25 안전지킴이 초소 설치
- 2013. 11. 7 강당공연용 흡음 마이크 설치
- 2014. 2. 14 제2회 졸업식(179명)
- 2014. 3. 1 초등 39학급 편성 운영(유치원 4학급 별도)
- 2014. 3. 3 전교생 1169명(274명 신입생 포함)
- 2014. 9. 1 2대 강동욱 교장선생님 취임
- 2015. 2. 13 제3회 졸업장 수여식(164명)
- 2015. 3. 2 개학식 및 입학식(재적 980명, 신입생 164명)